# Eclipse solar del 3 de febrero de 1916

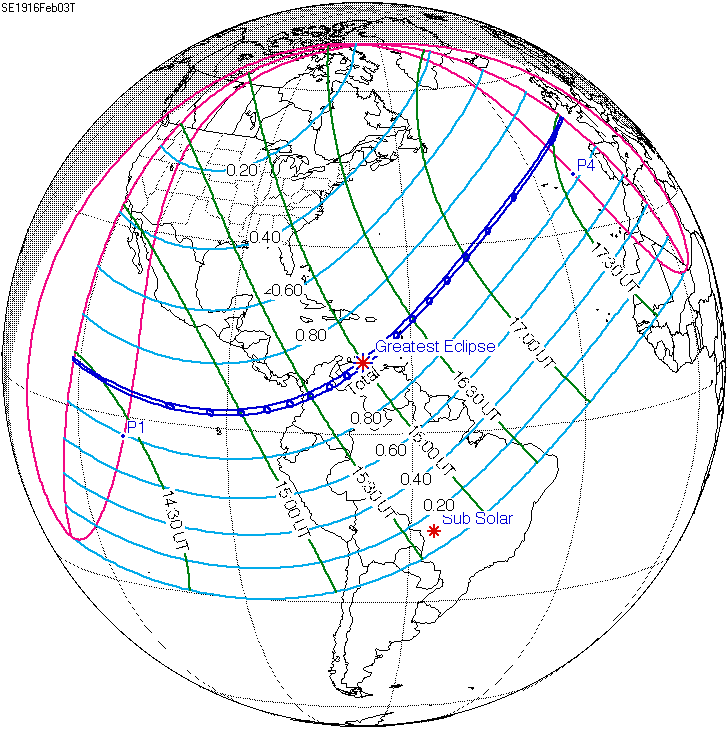
Zonas geográficas donde pudo visualizarse el eclipse.

Un eclipse total de sol ocurrió el día 3 de febrero de 1916. Un evento de este tipo ocurre cuando la Luna pasa entre la Tierra y el Sol, obstruyendo de manera total o parcial la imagen del Sol que tiene un observador desde la Tierra. Los eclipses totales ocurren cuando el diámetro aparente de la Luna es más grande que el del Sol, bloqueando todo tipo de luz solar directa y oscureciendo el día. La totalidad de un eclipse de este tipo sucede en un punto muy estrecho del trayecto sobre la superficie de la tierra, con un eclipse parcial siendo visible en las regiones circundantes en un rango de miles de kilómetros. 
Este eclipse pudo ser observado desde Venezuela, de manera total desde la Cordillera de Mérida, con su punto de concreción máxima a las 11:30:03 a. m. (HLV) en el punto 11°7.5′N 67°39.6′O / 11.1250, -67.6600, casi 70 km al norte de playa Uricaro.